# Leinegau

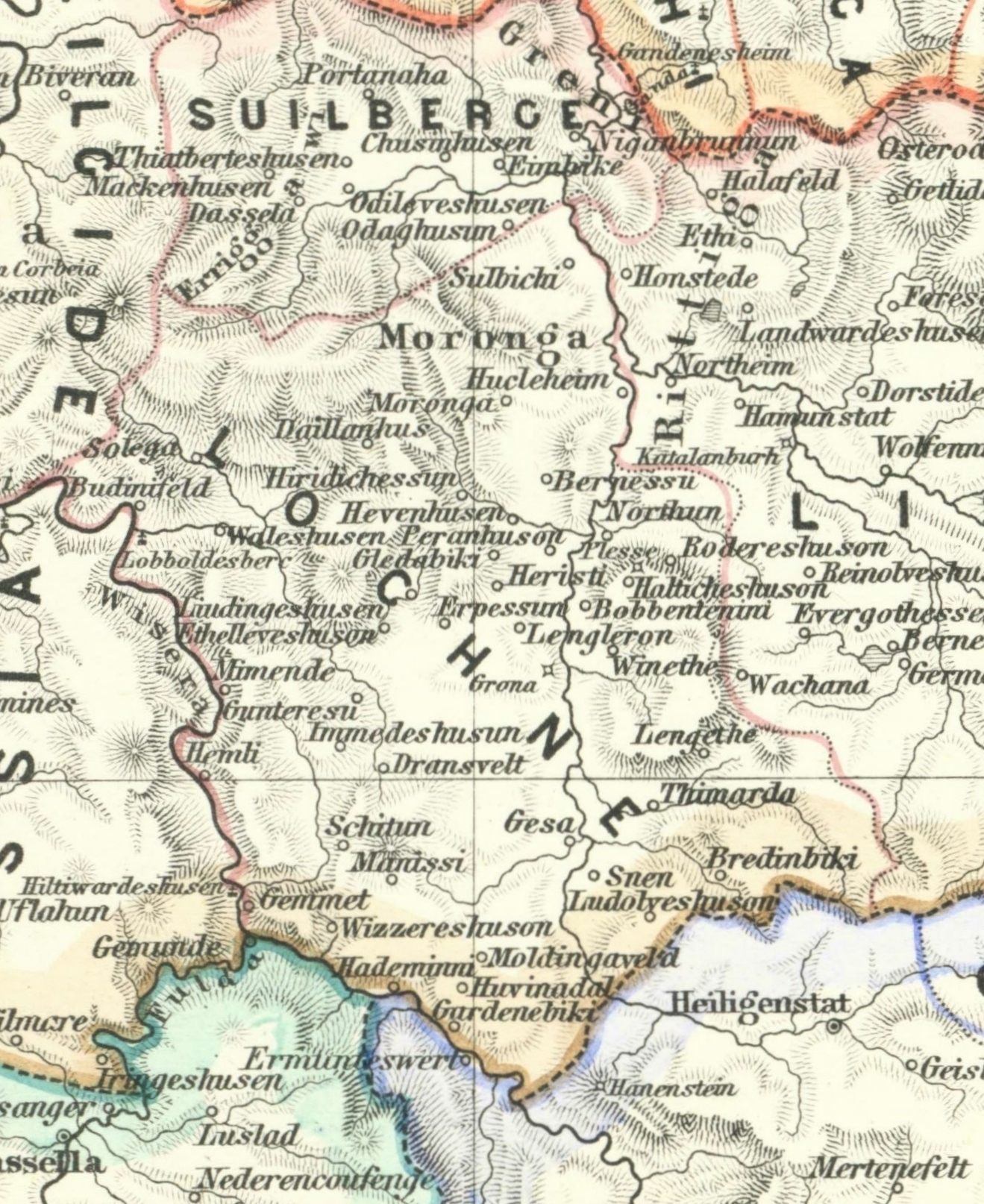
Der Leinegau im Süden des sächsischen Stammesgebietes an der Grenze zu Thüringen und Hessen

Der Leinegau (auch Lochne-gau) war im Mittelalter ein sächsischer Gau im heutigen Niedersachsen im Gebiet um die „Obere Leine“.

## Geographie
Seine westliche Grenze ist die Weser. Im Osten reichte er ans Eichsfeld. An der Südgrenze des Leinegaues lagen auf der heutigen hannoverschen Seite u. a. die Ortschaften Wiershausen, Lippoldshausen und Hedemünden (Ortsteile von Hann. Münden), Gertenbach, Hübenthal (Ortsteile von Witzenhausen), Eichenberg, Arnstein, Hottenrode, Reckershausen, Reiffenhausen usw.
Nachbargaue: im Norden Morunga, im Osten Liesgau, im Süden Eichsfeld und Germarmark, im Westen Hessengau

### Abgrenzung vom Loingau
Der Leinegau ist der Name für das Gebiet am Oberlauf der Leine. Das Gebiet am Zusammenfluss der Leine, Aller und Böhme, das mancherorts auch als Leinegau bezeichnet wird, ist unter dem Namen Loingau beschrieben.

## Geschichte
Eine schriftliche Ersterwähnung des Leinegaus liegt für das Jahr 833 vor.
Elli I. († nach 965) aus der Familie der Esikonen (später die Grafen von Reinhausen-Winzenburg) war ab 942 Graf im benachbarten sächsischen Hessengau und ab ca. 950 auch Graf im Leinegau. Nach Ellis Tod wurde der sächsische Hessengau mit dem Leinegau vereinigt. Weitere Gaugrafen aus der Familie waren Hermann I., Hermann II. (vermutlich bis 1046). Anfang des 12. Jahrhunderts waren Hermann I. und Hermann II. von Winzenburg Gaugrafen im Leinegau, ab 1130 der thüringische Landgraf Ludwig. Auf dem Leineberg in der Nähe der Pfalz Grona befand sich das Gaugericht.
Kirchlich war das Erzbistum Mainz zuständig.